# Толпыго, Борис Вячеславович
Бори́с Вячесла́вович Толпы́го (5 января 1893 года, село Большое Буньково Богородского района, Московская губерния, Российская империя — 29 марта 1939 года, Николаевск-на-Амуре) — российский и советский коммунистический деятель, исполнительный секретарь Таджикского комитета Коммунистической партии Таджикской автономной Республики 1936 года в составе СССР. Толпыго был казнён в 1939 году во время Великой чистки.

## Биография
Толпыго родился в Богородске (в настоящее время Московская область), Россия. По другим данным, в селе Бульково (возможно, Буньково) Богородского  района.
- С 1911 года служил в царской армии.
- В марте 1918 года вступил в Красную Армию.
  - Участвовал в Гражданской войне в качестве военачальника в РККА, действуя вокруг Пскова и Луги и поднимаясь в рангах, к концу войны будучи командиром дивизии.
- В 1923г. направлен в Среднюю Азию и назначен командиром 13-го корпуса Туркестанского фронта.
- В 1925 году был назначен Ответственным секретарём Таджикского комитета Коммунистической партии, которая в то время была отделением Коммунистической партии Узбекистана.
- С июля 1927 года Толпыго занимал ряд должностей в Средней Азии.
  - В частности, в период с 1928 по 1929 год был председателем Исполнительного комитета Ташкента Узбекской Советской Социалистической Республики;
  - в период с сентября 1930 по апрель 1936 года был заместителем председателя Совета Народных Комиссаров Киргизской Автономной Социалистской Советской Республики[что?].
- В мае 1936 года Толпыго был назначен председателем исполкома Нижне-Амурской области.

В мае 1938 года он был уволен и арестован, а 29 марта 1939 года (по другим данным — 30 мая) расстрелян. Место захоронения — г. Николаевск-на-Амуре.
Реабилитирован 5 июля 1957 г. По определению ВК ВС СССР: за отсутствием состава преступления.